# Lild Klitplantage
Lild Klitplantage er en af de yngste klitplantager i Danmark, idet plantningen først blev påbegyndt i 1930, og den har et areal på 2382 hektar, hvoraf de 1183 ha er skov, Hovedparten er nåletræ, men der er også omkring 120 ha med forskellige arter af løvtræ. Hele plantagen ligger på hævet havbund og er en del af et samlet statsejet areal på omkring 4.000 ha i området. Den ligger sydvest for Bulbjerg og Lild Strand i Thisted Kommune i Thy, mellem Vesterhavet og Lund Fjord. Den grænser mod nord op til Natura 2000-område Natura 2000-område nr. 44 Lild Strand og Lild Strandkær 
Den østligste del af plantagen er en del af Natura 2000-område nr. 16 Løgstør Bredning, Vejlerne og Bulbjerg. Plantagen grænser op til de store naturfredninger omkring Lild Strand og Bulbjerg ., og mod syd er Lund Fjord en del af den store fredning af Vejlerne .
I Lild Klitplantage er der mange mindre søer og vandhuller,, hvor flere har et rigt insekt-, padde- og fiskeliv.